# لودى
لودى (بالصينية: 娄底市 )‏ هي مدينة على مستوى محافظة، في جمهورية الصين الشعبية، تتبع خونان، تبلغ مساحتها 8,107 كيلومتر مربع، رمزها البريدي هو 417000.

## المناخ
يظهر الجدول التالي التغييرات المناخية على مدار السنة للودى:
| البيانات المناخية لـلودى                         | البيانات المناخية لـلودى | البيانات المناخية لـلودى | البيانات المناخية لـلودى | البيانات المناخية لـلودى | البيانات المناخية لـلودى | البيانات المناخية لـلودى | البيانات المناخية لـلودى | البيانات المناخية لـلودى | البيانات المناخية لـلودى | البيانات المناخية لـلودى | البيانات المناخية لـلودى | البيانات المناخية لـلودى | البيانات المناخية لـلودى |
| الشهر                                            | يناير                    | فبراير                   | مارس                     | أبريل                    | مايو                     | يونيو                    | يوليو                    | أغسطس                    | سبتمبر                   | أكتوبر                   | نوفمبر                   | ديسمبر                   | المعدل السنوي            |
| ------------------------------------------------ | ------------------------ | ------------------------ | ------------------------ | ------------------------ | ------------------------ | ------------------------ | ------------------------ | ------------------------ | ------------------------ | ------------------------ | ------------------------ | ------------------------ | ------------------------ |
| الدرجة القصوى °م (°ف)                            | 23.4 (74.1)              | 29.7 (85.5)              | 33.6 (92.5)              | 35.5 (95.9)              | 36.7 (98.1)              | 37.9 (100.2)             | 39.7 (103.5)             | 41.2 (106.2)             | 38.5 (101.3)             | 36.0 (96.8)              | 32.4 (90.3)              | 24.2 (75.6)              | 41.2 (106.2)             |
| متوسط درجة الحرارة الكبرى °م (°ف)                | 8.7 (47.7)               | 10.9 (51.6)              | 15.2 (59.4)              | 21.8 (71.2)              | 26.8 (80.2)              | 29.8 (85.6)              | 33.4 (92.1)              | 32.9 (91.2)              | 28.8 (83.8)              | 23.2 (73.8)              | 17.7 (63.9)              | 11.9 (53.4)              | 21.8 (71.2)              |
| المتوسط اليومي °م (°ف)                           | 5.4 (41.7)               | 7.5 (45.5)               | 11.3 (52.3)              | 17.5 (63.5)              | 22.4 (72.3)              | 25.8 (78.4)              | 29.1 (84.4)              | 28.4 (83.1)              | 24.3 (75.7)              | 18.9 (66.0)              | 13.3 (55.9)              | 7.8 (46.0)               | 17.6 (63.7)              |
| متوسط درجة الحرارة الصغرى °م (°ف)                | 2.8 (37.0)               | 4.9 (40.8)               | 8.3 (46.9)               | 14.1 (57.4)              | 18.9 (66.0)              | 22.6 (72.7)              | 25.6 (78.1)              | 24.9 (76.8)              | 21.0 (69.8)              | 15.7 (60.3)              | 10.0 (50.0)              | 4.6 (40.3)               | 14.4 (58.0)              |
| أدنى درجة حرارة °م (°ف)                          | −5.1 (22.8)              | −4.7 (23.5)              | −1.6 (29.1)              | 3.1 (37.6)               | 9.8 (49.6)               | 14.7 (58.5)              | 19.0 (66.2)              | 16.6 (61.9)              | 12.6 (54.7)              | 4.2 (39.6)               | −1.3 (29.7)              | −9.2 (15.4)              | −9.2 (15.4)              |
| الهطول مم (إنش)                                  | 66.8 (2.63)              | 85.7 (3.37)              | 126.1 (4.96)             | 176.7 (6.96)             | 201.4 (7.93)             | 219.5 (8.64)             | 133.9 (5.27)             | 119.1 (4.69)             | 59.2 (2.33)              | 80.4 (3.17)              | 67.9 (2.67)              | 46.2 (1.82)              | 1٬382٫9 (54.44)          |
| متوسط الرطوبة النسبية (%)                        | 77                       | 78                       | 78                       | 78                       | 78                       | 80                       | 73                       | 74                       | 74                       | 74                       | 73                       | 72                       | 76                       |
| المصدر: China Meteorological Data Service Center |                          |                          |                          |                          |                          |                          |                          |                          |                          |                          |                          |                          |                          |

## التقسيمات الإدارية
- Louxing, Loudi [الإنجليزية]‏
- Shuangfeng County [الإنجليزية]‏
- Xinhua County [الإنجليزية]‏
- لينجشويجيانغ
- ليان يوان  [لغات أخرى]‏.

## أعلام
- منغ جيا